# Dave Hahn

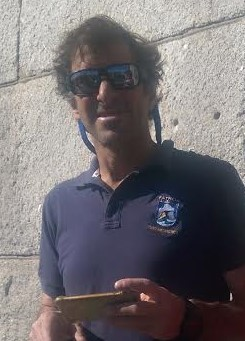
Dave Hahn (2016)

Dave Hahn (* 3. November 1961 in Okinawa, Japan) ist ein US-amerikanischer Bergsteiger und einer der erfolgreichsten und aktivsten Alpinisten der Welt.

## Leben
Er besuchte die University at Buffalo und arbeitet seit 1986 als Bergführer. Seit 1985 lebt er in Taos, New Mexico.

## Unternehmungen
Bis 2013 gelangen ihm 15 erfolgreiche Besteigungen (1994, 1999, 2000, 2003, 2004, 2005, 2006 (zweimal), 2007, 2008, 2009, 2010, 2011, 2012 und 2013) des Mount Everest (8848 m), was die meisten Gipfelsiege eines Nicht-Sherpas an diesem höchsten Berg der Welt darstellt. Weiters gelangen ihm bis 2013 mehr als 275 Besteigungen des Mount Rainier (4392 m), des höchsten Berges der nordamerikanischen Kaskadenkette, 33 Besteigungen am Mount Vinson (4892 m), dem höchsten Berg von Antarktika, und 21 Besteigungen des Mount McKinley (6190 m), des höchsten Berges Nordamerikas. Weiters stand er zweimal am Gipfel des Cho Oyu (8188 m) im Himalaya und am Gipfel des Aconcagua (6961 m), des höchsten Berges Südamerikas.
In den Alpen bestieg er unter anderem den Mont Blanc (4810 m), das Matterhorn (4478 m) und die Jungfrau (4158 m).
1999 nahm er an der Mallory and Irvine Research Expedition am Everest teil, um die 1924 verunglückten Bergsteiger George Mallory und Andrew Irvine zu finden. Dabei bargen sie die sterblichen Überreste von Mallory in ca. 8150 m. Das Unternehmen wurde vom TV-Sender PBS begleitet.
2004 wiederholte er als erster Mensch die legendäre South Georgia Traverse des Polarforschers Ernest Shackleton und durchquerte dabei über mehr als 40 km der gebirgigen, zerklüfteten und zumeist von Eis bedeckten Landschaft Südgeorgiens.

## Auszeichnungen
Im Laufe seiner Bergsteigerzeit wurde er besonders für seine schwierigen Rettungseinsätze im Hochgebirge bekannt und ausgezeichnet. So erhielt er 2001 die Auszeichnung Denali Pro Mountaineer of the Year vom Denali-Parkservice für seine Rettungseinsätze am Mount McKinley. 2002 erhielt er mit dem David A. Sowles Memorial Award die höchste Auszeichnung des amerikanischen Alpinclubs. Er hatte 2001 auf einen Gipfelsieg am Everest verzichtet, um fünf in Not geratenen Bergsteigern am Nordhang zu helfen. In einer der höchstgelegenen Rettungsaktionen der Geschichte konnte er vier der Alpinisten lebend vom Berg bringen.
2007 rettete er beim Abstieg vom Everest eine Bergsteigerin aus Nepal und wurde 2008 von der Nepal Mountaineering Association ausgezeichnet. 2002 befand er sich in einem Rettungshubschrauber auf dem Weg zum Mount Rainier, um einem nach Steinschlag verletzten Kletterer zu helfen. Bevor sie die Stelle erreichen konnten, stürzte der Hubschrauber jedoch ab und zerschellte. Hahn überlebte das Unglück, konnte den Piloten retten und anschließend auch noch den verletzten Kletterer bergen und versorgen. Für diese Tat wurde er 2009 vom Innenministerium der Vereinigten Staaten mit dem Citizen's Award for Bravery geehrt.